# Lamprosema truncitornalis
Metasia tiasalis là một loài bướm đêm trong họ Crambidae.

## Hình ảnh

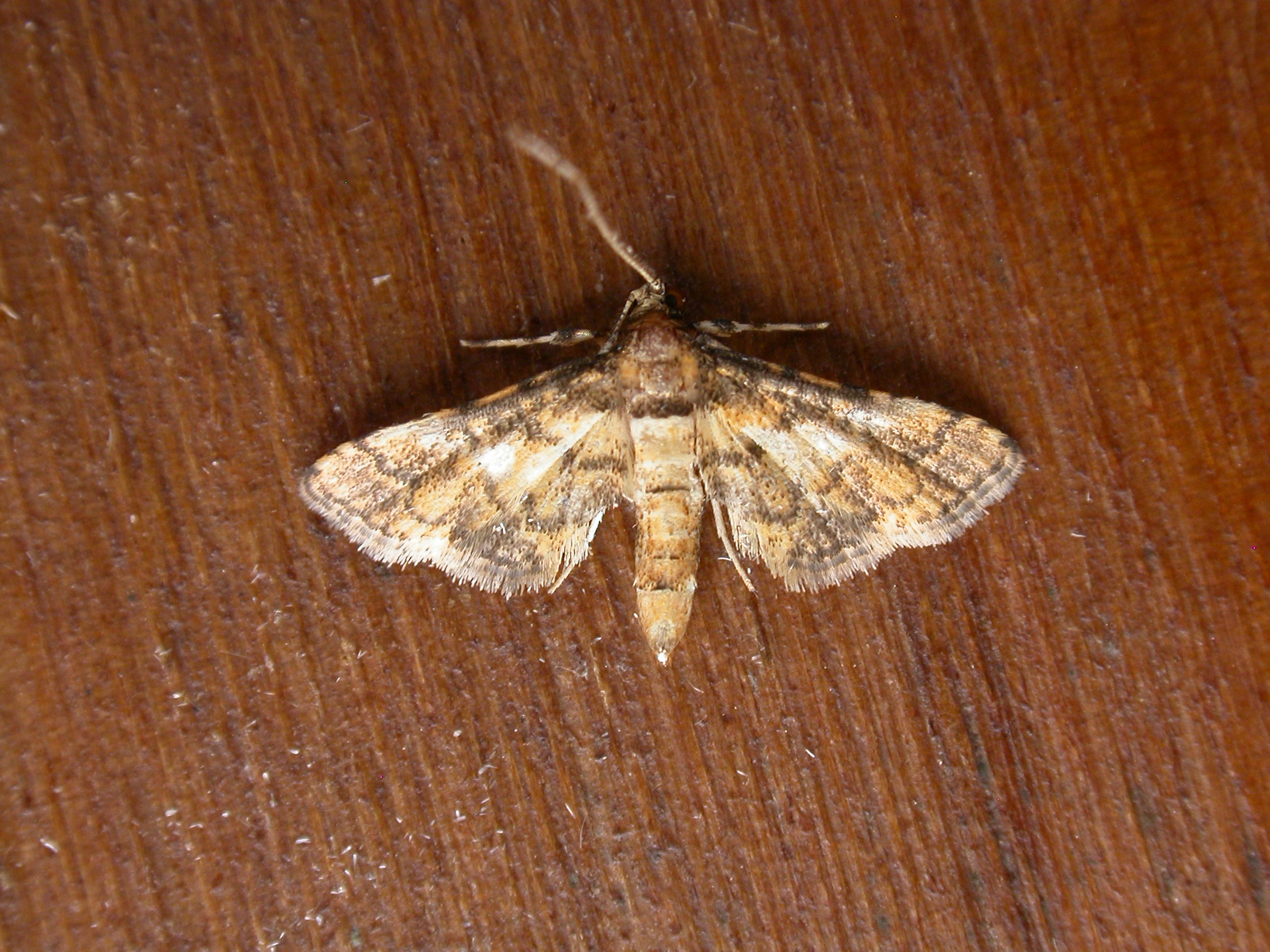